# Stompbox gitarski efekati
Stompbox gitarski efekti ili pedale su vrsta blok efekata koje koristi i kontroliše muzičar. Obično se nalaze na podu ispred muzičara, a posebnim prekidačem na kućištu se uključuju ili isključuju nogom. Pedale su sačinjene od elektronskih kola malih dimenzija koje se nalazi u kućištu od metala ili plastike sa jednim ili nekoliko potenciometara i prekidača, koji su kontrole pedale. Broj kontrola zavisi od složenosti elektronskih kola i dizajnerskog ili estetskog rešenja proizvođača. Njihova uloga je da menjaju oblik električnog signala koji dolazi iz instrumenta i tako doprinose umetničkom doživljaju muzičara, dajući signalu određenu "boju". Pedale se najčešće koriste kod električnih instrumenata, najčešće kod električnih gitara i električnih bas gitara, ali se mogu koristiti i kod akustičnih instrumenata. U zavisnosti od namene postoji više vrsta stompbox-ova, distorzije (eng. prev. distorsion), vah vah (eng. rev. wah wah), dilej (eng. prev. delay), kompresor (eng. prev. compressor) i druge.

### Blok efekti
Blok efekti su električni uređaji koji menjaju kako zvuči neki muzički instrument, u nekim slučajevima i vokal, ili audio zapis suptilno ga "bojeći" ili dramatično transfomišući. Sastavljeni su od jednog ili više elektronskih kola u kojima se vrši obrada električnog audio signala. Kao i svi električni uređaji mogu biti analogni ili digitalni, u zavisnosti od tehnologije koja se koristi u izradi elektronskih kola. 

### Podela prema nameni
Prema nameni, tačnije koju karakteristiku signala i na koji način je obrađuju, dele se na efekte za vremensku obradu signala, dinamičku obradu signala i obradu frekvencijske karakteristike signala. Kako se u poslednjih par decenija sve više koristi digitalna tehnologija u obradi zvuka blok efekti se mogu podellti i na distorzije, uređaje za vremensku obradu, modulatore, filtere, uređaje za dinamičku obradu, uređaje za obradu pitch/frekfencije i uređaje za obradu feedback/sustejna. Ova nova podela se uvodi radi lakše klasifikacije velikog broja efekata nastalih korišćenjem digitalne tehnologije. Još jedan razlog je i taj što su neki od efekata nastali kombinacijom dva ili više efekta, pa se ne mogu tačno definisati klasičnom podelom (obrada dinamike, frekvencijske karakteristike i vremenska obrada). Primer je distorzija koja vrši i dinamičku i frekvencijsku obradu signala. Više blok efekata koji su povezani, zajedno sa ostalim audio uređajima, čine "audio lanac". Kombinacijom blok efekata muzičar određuje "boju" zvuka svog instrumenta.

### Kontrole
Najčešće kontrole na blok efektima su potenciometri, prekidači i LED diode. Prekidači sliže za uključivanje i isključivanje samog efekta, a u složenijim efektima za uključivanje/isključivanje delova ili modula efekta. Potenciometrima, koji mogu biti klizni ili kružni, se regulišu vrednosti koje se menjaju, npr. nivo signala, frekfencijski opseg i druge, i osnovne su kontrole blok efekta. LED diode su pokazivači koji pokazuju šta je uključeno ili isključeno u električnom kolu efekta. 
Kod složenijih blok efekata koriste se napredniji pokazivači, displeji, kao i veći broj istih. Takođe imaju i veći broj potenciometara i prekidača kojima se kontrolišu parametri složenijih elektronskih kola. Drugim rečima što je veći broj kontrola, to je mogućnost preciznije i kvalitetnije obrade veća.

### Podela prema formatu
Blok efekti se mogu ugraditi u različita kućišta, što im daje drugačiji format. To zavisi od načina na koji se koriste, kao i od njihove složenosti i potrebnog kvaliteta obrade. Tako, prema različitom formatu, imamo: Blok efekte u pojačalima, stompbox efekte (pedale), "rek" blok efekte (eng. prev. "rackmount" effect unite) i efekti u samom instrumentu.
Efekti u pojačalima su smešteni u kombo gitarskim/bas pojačalima ili glavama gitarskih/bas pojačala. Smeštaju se na početak "audio lanca" odmah iza ulazne jedinice pojačala. Imaju pojednostavljene kontrole i najstariji su format efekata koji kontroliše muzičar.
Efekti u instrumentima su još jednostavnije konstrukcije i namene, nalaze se odmah pre izlaza u instrumentu. Izuzev kod digitalnih klavijatura bez koji instrument ne bi imao funkciju.
Stompbox (pedale) efekti su najčešće korišćeni efekti koje kontroliše muzičar. Odličnog su kavaliteta i mogućnosti. Ugrađuju se u zasebna kućišta malih dimenzija, poseduju kontrole za gotovo sve parametre i imaju zasebna napajanja. U lancu se postavljaju između instrumenta i pojačala, pri čemu se njihovom različitom postavkom u lancu utiče na obradu zvuka. Takođe se mogu postaviti u "pedalboard", uređaj koji ima jedno napajanje i stabilizator napona za sve pedale u njemu, gde su smešteni kompaktno i gde je njihova kontrola praktičnija.
"Rek" blok efekti (eng. prev. "rackmount" effect unite) su najsloženiji i najkvalitetniji od svih blok efekata. Zbog složenosti elektronskih kola koja se nalaze u njima, velikih su dimenzija i komplikovaniji za upotrebu. Obično se nalaze u studijima za obradu zvuka, u tonskim režijama gde je potrebna naprednija obrada audio signala. Takođe se koriste i kod većih živih nastupa umesto stompbox-ova iz istog razloga. Ugrađuju se u "rek" (eng. prev. rack) nosač standardnih dimenzija (19 inča) koji smešta više blok efekata na jedno mesto radi lakšeg korišćenja i održavanja. Neki "rek" blok efekti imaju u sebi ugrađeno više različitih efekata, što olakšava upotrebu, ali ne uvek i kvalitet obrade.

### Istorijat stompbox gitarskih efekata
Razvoj efekata je uvek bio određen napretkom tehnologije. Na početku su efekti bili rezevrisani samo za velike studije. Tada su audio inženjeri eksperimentisali sa uređajima za snimanje menjajući im parametre. Prvi efekat je bio dilej, ponovo snimajući zvuk sa trake i time stvarajući ponavljanja unutar konačnog snimka. Takav način obrade je prekomplikovan i zahteva dosta vremena, pri čemu je gotovo nemoguće da se efekat istovetno ponovi više od jednog puta.
Kada su se pojavile "vakuumske cevi" ili "lampe" manjih dimezija dolazi do javljanja pojačala manjih dimenzija. To dovodi do revolucije, jer je sada muzičar bio u mogućnosti da poseduje pojačalo i sam eksperimentiše sa zvukom što na živim nastupima što na snimanju. Jedan od prvih efekata koji je tada nastao je distorzija. Do pojave distorzije, što je inače "iskrivljeni" oblik signala koji je nepoželjan, se dolazilo prepojačavanjem, prepobudom "lampi" pojačala. Muzičari su brzo prihvatili ovaj način podešavanja pokjačala.
Sledeći korak u razvitku tehnologije je bila pojava tranzistora, početkom 60-tih, koji je mnogo manjih dimenzija, značajno boljih performaci i značajno stabilniji od "lampi". Ovo je omogućilo smanjenje dimenzija muzičke opreme. Tako su se blok efekti koji su se koristili u studiju mogli praviti u malim dimezijama pogodnim za neposredno korišćenje od strane samog muzičara. Prva tranzistorska "pedala" koja se masovno proizvodila je 1962 Maestro Fuzz Tone, koja je postala senzacija posle objavljivanja pesme "(I Can't Get No) Satisfaction", benda Rolling Stones.
Pedale postaju sve popularnije među mizičarima, zahvaljući malim dimenzijama i lakoći upotrebe, pa se javlaju novi efekti. "Oktaver" je jedan od njih. Postoji priča da kada je Jimmy Henrdix prvi put čuo oktaver odmah otišao u studio i sa njim snimio solo deonice za pesme "Fire" i "Purple Haze".
Dolaskom 80-tih i digitalne tehnologije, pedale polako gube na popularnosti tokom snimanja i većih živih nastupa. Pošto su "rek" blok efekti pružali mnogo veće mogućnosti i kvalitetniju obradu, tada još uvek analogne pedale ostaju samo u amaterskoj upotrebi. Međutim, razvijanjem elektronike i pojavom sve manjih digitalnih kola dolazi do još jedne revolucije sličnoj onoj tokom 60-tih. Digitalna kola, koja su postala još moćnija, iz "rek" blok efekata su sada mogla da se naprave po dimenzijama pedala. Tako se od 90-tih pa do danas tokom živih nastupa paralelno mogu koristiti "rek" i pedal efekti podjednako, dok je tokom procesa snimanja ipak "rek" zadržao primat. Pedala sada imaju veliki broj oblika i funkcija, što oslobađa umetnički duh muzičara.
Radi bolje prodaje, kao marketinški podez, kompanije koje prizvode pedale su počele da otkupljuju prava od muzičara za korišćenje njihovih imena na pedalama. Te pedale se prave po uzoru na podešavanja određenog muzičara, tako dajući njegovu specifičnu "boju", primer je Danlopova MXR Dime Distortion.

### Tipovi
Efekte, u osnovi, možemo podeliti na tri vrste: obradu dinamike, vremenska obrada i obrada frekvencijske karakteristike.
Obrada dinamike utiče na nivo signala. Povećavajući ili smanjujući ukupni nivo signala, ako i njegovih delova. Primer je "fuzzbox" koji pojačava signal do pojave prirodne distorzije, simulirajući prepobudu zvučnika.
Vremenska obrada utiče na fazu signala i njegovo kašnjenje. Time se postiže efekat prostornosti zvuka i njegovo ponavljanje. Primer je "delay" efekat koji omogućava ponavljanje dela signala u ukupnom signalu.
Frekfencijska obrada utiče na frekfencijsku karakteristiku signala. Tako se menja odnos posjedinačnih ili opsega frekfecija u signalu čime se postiže menjanje visine tona ili se neki delovi frekfencijskog opsega uklanjaju. Primer je "equializer" koji "smanjuje" ili "poajačava" određene frenkfencijske opsege signala.

#### Distorzija
Distorzija je efekat koji dinamički i frekvencijski obrađuje signal, dajući mu "topli", "šljunkoviti" i "mutan" prizvuk, laičkim rečima daje "krčanje" zvuku. On pojačava signal, što izaziva prepobudu, i otklanja vrhove nastalih klipova, time utičići na talasni oblik signala. Kao jedna od posledica, a kasnije se to počelo koristiti i kao dodatna mogućnost pri korišćenju distorzija, je pojavljivanje novih harmonika u signalu. Tako se pored dinamike menja i frekvencijska karakteristika signala, dajući mu drugačiju "boju". Osnovne komande su: Tone, Level i Dist. Može se reći da je distorzija osnovni efekat u rok i metal muzici, bez koje se ne može postići "agresivniji" ton karakterističan za njih. Postoje tri vrste distorzija, u zavisnosti koliko utiču na signal: distorzoja, fuzz i overdrive.

##### Fuzz
Fuzz ili "fuzzbox" simulira prepobuđeno pojačalo dajući "kračanje" zvuku sa minimalnom promenom frekfencijske karakteristike, tipično za muziku ranih 60-tih i garaž rok.

##### Overdrive
Overdrive daje "tvrđi" zvuk od fuzzbox-a. Kompresuje signal i ne ravna u potpunosti vrhove pikova koji nastaju pri pojačanju signala. Time se dobija "prijatniji", "topliji", "puniji" zvuk, dok se na višim nivoima signala javlja distorzija. Najviše se koristi kod hard rok muzike.

##### Distorzija
Distorzija je najagresivniji efekat od sva tri. Značajno utiče na dinamiku zvuka, dovodi ga na granicu sa bukom. Kompresuje signal, zatim ga pojačava do pojave klipovanja koje ravna ili odseca. Tako nastaju novi harmoci pri čemu se dobija "agresivan" zvuk tipičan za metal muziku. Sličnost između overdrvia i distorzije je velika, pa neke pedale imaju funckiju oba efekta.
Najpoznatije distorzije, overdrive i fuzz pedale su: Boss DS-1, Ibanez Tube Screamer, MXR Distortion, Big Muff, Tone Bender i druge.

#### Dinamika
Razlikuju se od distorzija u tome što ne utiču na frekvencijsku karakteristiku signala, već samo na njegov nivo.

##### Boost/volume pedala
Boost/volume pedala pojačava signal iz instrumenta, ne menjajući mu oblik. Koristi se kod pojačavanja signala pri korišćenju većeg broja pedala u lancu. Drugi slučaj gde se koristi je kod solo deonica, pogotovu ako gitarista sa ritam gitare prelazi na solo gitaru gde je potrebno pojačanje u nivou bez promene podešavanja na pojačalu ili pri nekim naglašavanjima tokom sviranja.
Najpozantije su: Electro-Harmonix LPB-1, Fender Volume Pedal, MXR Micro Amp.

##### Kompresor
Kompresor (eng. prev. compressor) snižava visoke nivoe i pojačana niže nivoe u dinamičkom opsegu signala. Kompresor stabilizuje signal umanjujući drastične razlike nivoa koje nastaju tokom sviranja. Gotovo je obavezan pri sviranju bas gitare, gde zbog velike razlike u debljini žica dolazi do neslaganja u nivoima. Osnovne komande su: Attack, Release, Treshold i Ratio. Može da radi i kao limiter, doseca po nivou viši deo signala, gde se parematar ratio podesi na maksimum, a treshold na željeni nivo preko kog treba da se "odseče".
Najpoznatije pedale su: Keeley Compressor, MXR Dyna Comp, Boss CS-3.

##### Gejt
Gejt (eng. prev. noise gate) ima osnovnu ulogu da ukloni "šumove" koji nastaju u signalu. On "odseca" sve zvukove koji su ispod tresholda. Razlika u odnosu na kompresor je što gejt "širi" zvuk čineći tihe delove još tišim, dok kompresor "sabija" zvuk. Gejt tako širi dinamički opseg signala, pa se naziva i "expander". Osnovne kontrole su iste kao kod kompresora.
Najpoznatije pedale su: Boss NS-2 Noise Suppressor, MXR M135 Smart Gate. 

#### Vremenska obrada
Ovi efekti utiču na veremensku karakteristiku signala uz pomoć kašnjenja signala i promenom faze. Time se postiže kašnjenje signala, njegovo ponavljanje, simulacija veličine prostorije. U suštini su linije za kašnjenje. Modulatori su podgrupa ovih efekata koji menjaju fazu samo jednom delu signala i mešaju ga drugim nepromenjenim, takođe mogu koristiti i dodatne generatore kojim mogu da modulišu fazu originalnog, "dry", signala. Osnovne komande svi pedala sa ovim efektima su Depth i Rate.

##### Dilej/eho
Dilej/eho (eng. prev. Delay/Echo) kasni signal za željeno vreme i dodaje ga originalnom, pri čemu ima mogućnost ponavljanja dela signala. Ovim se postiže efekat "eha". Ako se ponavljanje desi samo jednom, takav efekat se naziva "slap".
Poznate pedale su: Boss DD-3 Digital Delay, Electro-Harmonix Deluxe Memory Man, Line 6 DL4, Roland RE-201.

##### Revreb
Revreb se koristi za dodavanja prostornosti zvuku, utisak veličine prostorije u kojoj se zvučni izvor nalazi. Dodaje veliki broj ponavljanja originalnom zvuku pomoću linija za kašnjenje, koja vremenom opadaju po nivou. Brzina opadanja, broj ponavljanja i nivi ponovljenih signala određuju kako će zvučati obrađeni signal, kakva će se akustika prostorije simulirati.
U početku su se koristili razni mehanički reverbi, plate i spring reverbi, ali se pojavom digitalne tehnologije javljaju digitalni reverbi koje mogu da koriste muzičari u formatu pedala. Rade pomoću velikog broja algoritama, kod "rek" efekata oni se mogu podešavati, koji predstavljaju linije za kašnjenje.
Poznate pedale su: Electro-Harmonix Holy Grail, Fender Reverb Unit.

##### Korus
Korus (eng. prev. Chorus) simulira efekat koji imaju horovi i orkestri žičanih instrumenata. Korus unosi vremenske i frekvencijske varijacije u originalni signal, time stvarajući utisak više instrumenata. Ove promene su jako male i brze.
Najpoznatije pedale su: Boss CE-1 Chorus Ensemble, Electro-Harmonix Small Clone, TC Electronic Stereo Chorus.

##### Flendžer
Flendžer (eng. prev. Flanger) dodaje promenljiva kašnjenja koja se kasnije mešaju sa originalnim signalom, čime se dobija efekat comb filtra. Tako dobijeni zvuk podseća na zvuk mlaznog aviona i svemirskog broda.
Poznate pedale su: Electro-Harmonix Electric Mistress, MXR Flanger.

##### Fejzer
Fejzer (eng. prev. Phaser) radi na principu promene faze. Deli signal na dva dela, jednom promeni fazi i sabare ih. Tako se u signalu neke frekfencije oslabe, a neke pojačaju.
Poznate pedale su: Electro-Harmonix Small Stone, MXR Phase 90, Univox Uni-Vibe.

#### Filteri
Efekti koji obrađuju frekvencijske karakteristike signala pojačavajući ili smanjujući vrednosti nivoa na pojedinačnim frekvencijama ili opsega frekvencija. Obrađivanje opsega frekvencija se mnogo praktičnije i lakše. Utvrđeno je da je dovoljno uticati na oktavne ili trećinsko oktavne opsege kako bi se dobio željeni efekat, pa se shodno tome pedale prave sa tim opsezima. Obrada pojedinačne frекvencije se koristi u studijskoj obradi zvuka, gde se zahteva mnogo veća preciznost.

##### Ekvilajzer
Ekvilajzer (eng. prev. Equalizer) je sastavljen od više filtara propusnika opsega frekvencija. Ekvilajzer smanjuje li pojačava željene frekvencijske opsege. Profesionalni ekvilajzeri imaju veliki broj filtara kojima se može preciznije obrađivati signal. Kod pedala se najčešće koriste filtri koji imaju oktavne ili trećinsko oktavne ospege frekvencija. Njima se može ukloniti neželjeni opsezi, poboljšati ili istaći željeni opsezi.
 
Najpoznatije pedale su: Boss GE-7 Equalizer, MXR 10-band EQ Pedal.

##### Vah-vah
Vah-vah (eng. prev. Wah-wah) daje zvuku "vah vah" prizvuk, po kome je i dobio ime. To je jedan potenciometar koji, putem pritiskanja i otpuštanja nožne pedale, određuje koliko će se određeni opsezi frekvencija čuti. Vrlo je popularan kod gitarista pri sviranju solo deonica.
Najpoznatiji "vah-vahovi" su: Dunlop Cry Baby, Morley Power Wah, Musitronics Mu-Tron III. 

##### Talk box
Talk box moduliše signal iz instrumenta glasom muzičara. Muzičar ustima proizvodi zvuk, obično izgovarajući reči, u crevo koja mu se nalazi u ustima. Na drugom kraju creva, na kućištu pedale, se nalazi mikrofon koji pretvara zvuk u električni signal. Tim signalom se moduliše frekfencijska karakteristika signala iz instrumenta, pa se kaže da instrument "govori".
Poznate pedale su: Dunlop HT1 Heil Talk Box, Rocktron Banshee.

##### Pitch/frequency
Pitch/frequency menja visinu tona utičući na frefenciju signala i dodajući nove harmonike. Koristi se za promenu visine tona. Pitch/frequency pedala ima mogućnost promene visine tona za dve oktave, kod prostijih pedala, do mogućnosti biranja pojedinačnih intervala tonova, kod "rek" blok efekata. Kada tako promenjen signal dodaje originalnom signalu, dobijaju se dve ili više harmonija, i tada pedala funkcioniše kao harmonizer.

## Spoljašnje veze
- http://www.bossus.com/categories/multi-effects/
- http://www.gear4music.com/guitar-effects.html
- http://www.guitarcenter.com/Effects-Amplifiers---Effects.gc
- http://digitech.com/en-US Архивирано на веб-сајту  (26. мај 2015)